# Mariquita Airport
Mariquita Airport är en flygplats i Colombia.   Den ligger i departementet Tolima, i den centrala delen av landet, 110 km nordväst om huvudstaden Bogotá. Mariquita Airport ligger 458 meter över havet.
Terrängen runt Mariquita Airport är huvudsakligen kuperad, men den allra närmaste omgivningen är platt. Runt Mariquita Airport är det ganska tätbefolkat, med 120 invånare per kvadratkilometer. Närmaste större samhälle är Mariquita, 2,0 km sydväst om Mariquita Airport. Omgivningarna runt Mariquita Airport är huvudsakligen savann.